# Монастырь Кантара

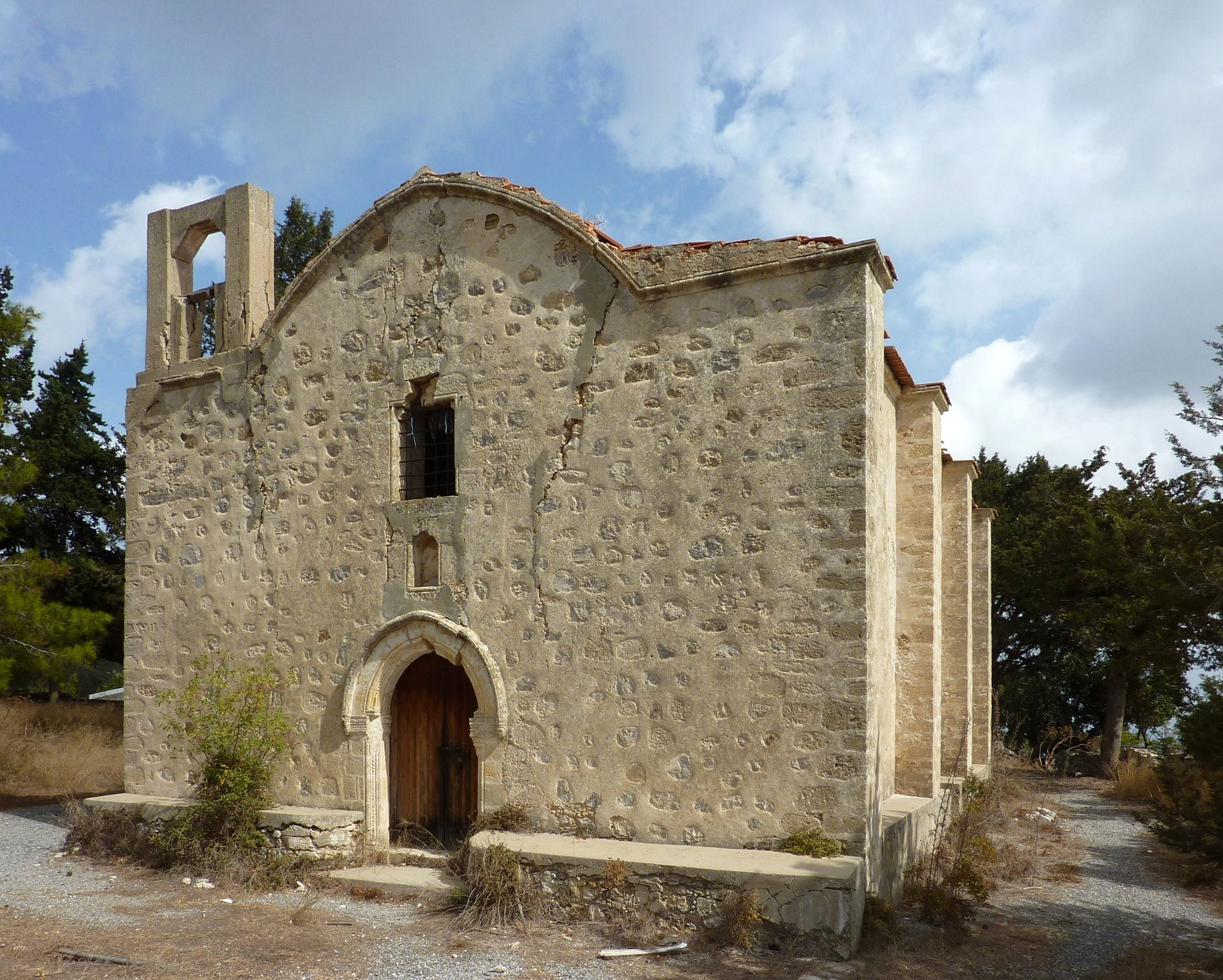
Панагия Кантариотисса монастыря Кантары

Монасты́рь Канта́ра (греч. Μονή Καντάρας или Ιερά Μονή Παναγίας Κανταριώτισσας) — недействующий православный монастырь, расположенный на южных склонах Северного хребта Кипра на высоте 550 метров вблизи деревень Давлос и Ардана, а также недалеко от замка Кантара, от которого он и получил свое название, имеющее арабское происхождение.

## История
Монастырь, вероятно, был основан в XI или XII веках нашей эры. Впервые он был упомянут в XIII веке в связи с мученической смертью тринадцати монахов. В 1221 году два монаха, Иоанн и Конон, прибыли на Кипр из Малой Азии. В конце концов они поселились в Кантаре, где приобрели известность, и к ним присоединились ещё одиннадцать монахов с Кипра и других мест. Именно в этот период латинская церковь пыталась подчинить себе Кипрскую православную церковь. Тринадцать монахов были обвинены в ереси, заключены в тюрьму в 1228 году и, наконец, 19 мая 1231 года сожжены на костре по руслу Педиэоса в Никосии.
Монастырь прекратил свое существование, вероятно, до середины XVII века, когда архиепископ Никифор построил новый монастырь, о чём свидетельствует икона Панагии Кантариотиссы, написанная иконописцем Леонтием в тот период. Позже архиепископ Хрисанф полностью перестроил церковь и окружающие её здания в 1773 году. Игумен Макарий в 1783 году поручил иконописцу Лаврентию создать иконостас для монастыря. Монастырь в этот период процветал, в нём было 14 монахов и значительная собственность на землю и животных. Он принадлежал непосредственно Кипрской архиепископии.
По всей вероятности, монастырь пришёл в упадок к середине XIX века и окончательно заброшен, за исключением отшельника по имени Симеон, который жил здесь в конце XIX века.
В начале XIX века монастырское имущество было сдано в аренду сельским жителям, был произведён мелкий ремонт, в том числе колокольни. В 1925 году ряду Фамагустанских семей удалось купить землю у монастыря и с помощью комиссара британского округа основать небольшой горный курорт. Таким образом, церковь монастыря стала приходской церковью. Каждый год 15 августа здесь праздновалось Успение Пресвятой Богородицы, а 19 мая — мученичество тринадцати монахов.
14 августа 1974 года турецкая армия захватила Кантару. Вскоре все иконы были вывезены контрабандистами, а вся мебель и принадлежности исчезли. К счастью, церковный комиссар П. Кторидис предварительно сфотографировал каждую из церковных икон на память, и, возможно, в один прекрасный день некоторые из них будут восстановлены. Здание церкви нуждается в ремонте.